# Victorinus
Marcus Piav(v)onius Victorinus (? - 271) was een Romeins keizer en heerste over het Gallische keizerrijk in de periode 269-271.
Victorinus was een goede soldaat en had een mooie carrière onder Postumus, met wie hij 267 en 268 het consulschap van het Gallische keizerrijk deelde. Zijn familie was waarschijnlijk rijk, aangezien Victorinus' moeder na zijn dood een nieuwe keizer aanwees en de soldaten daarvoor omkocht.
Victorinus werd na de dood van Marius in de herfst van 269 tot keizer benoemd. Hij werd niet erkend in Hispania; die provincie sloot zich weer aan bij het Romeinse rijk.
In 270 besloot de stad Augustodunum Haeduorum (Autun) zich ook bij het Romeinse Rijk te voegen. Victorinus belegerde de stad gedurende 7 maanden, waarna de stad in de zomer zich overgaf en geplunderd werd. Na deze overwinning ging Victorinus terug naar Keulen, waar hij begin 271 vermoord werd door kwartiermeester Attitianus, mogelijk omdat Victorinus, door veel bronnen beschreven als op zijn minst een rokkenjager, diens vrouw had proberen te verleiden.
Zijn opvolger, Tetricus I werd door de moeder van Victorinus, Victoria, benoemd. Van een andere troonpretendent in deze periode, Domitianus, is weinig bekend. Mogelijk is hij na de dood van Victorinus kortstondig keizer geweest.